# Monetarismo
In economia il monetarismo è una teoria macroeconomica che si occupa principalmente dello studio degli effetti dell'offerta di denaro governata dalle banche centrali nel sistema economico. Le teorie monetarie, in particolare, attraverso le relative politiche monetarie, hanno come obiettivo il controllo dell'offerta di denaro e considerano l'inflazione come conseguenza di un'offerta di denaro superiore alla domanda.
Alla base della teoria monetarista vi sono le due seguenti assunzioni 
- non-neutralità monetaria a breve termine, ovvero un aumento del denaro nel mercato genera transitoriamente degli effetti sul prodotto interno lordo reale e sui tassi di occupazione, perché i prezzi impiegano tempo ad adeguarsi.
- neutralità monetaria a lungo termine, ovvero, l'aumento generale dei prezzi che sussegue a un aumento della quantità di denaro rende nulli gli effetti a lungo termine dell'aumento di denaro circolante.

## Descrizione
Oggi il monetarismo è associato principalmente all'opera di Milton Friedman, il quale è stato in gioventù keynesiano, per poi approdare a conclusioni molto lontane, se non opposte, dal pensiero keynesiano.
Negli anni sessanta Milton Friedman e Anna Schwartz pubblicarono un importante lavoro, Monetary History of the United States 1867-1960, dove sostenevano che "l'inflazione è sempre e dovunque un fenomeno monetario". Il libro avrà molte ripercussioni, influenzando il pensiero politico ed economico prima negli Stati Uniti e poi nel mondo. In questo periodo Milton Friedman e Edmund Phelps elaborarono uno dei punti fondamentali del monetarismo, ossia il concetto economico del tasso naturale di disoccupazione.
Il lavoro di David Laidler tra gli anni sessanta e gli anni settanta corroborò l'ipotesi di fondo del monetarismo, cioè che la domanda di moneta sia una funzione stabile di parametri economici conosciuti, aiutandolo così ad ottenere il successo che poi avrà.
Sebbene molti monetaristi sostengano che sia l'azione governativa ad essere all'origine dell'inflazione, pochi di loro incoraggiano comunque un ritorno alla parità aurea. Friedman, per esempio, considerava la parità aurea come irrealistica. L'ex Presidente della FED (Federal Reserve), Alan Greenspan, è generalmente considerato di orientamento monetarista. La Banca centrale europea pur impegnandosi a raggiungere un obiettivo di inflazione programmata attraverso la manovra sui tassi di interesse, adotta ufficialmente come strumento secondario la gestione della crescita degli aggregati monetari.
Critici del monetarismo sono i neo-keynesiani, i quali sostengono che la domanda di denaro sia intrinsecamente collegata all'offerta, e diversi economisti conservatori, che sostengono invece l'impossibilità di predire la domanda di denaro. Joseph Stiglitz ha teorizzato che la relazione tra l'inflazione e l'offerta di moneta sia debole per l'inflazione ordinaria, mentre tassi elevati di inflazione sono un effetto della spesa pubblica in una situazione in cui la crescita del prodotto interno lordo non riesca ad assorbirla.
In un'intervista al Financial Times del 6 giugno del 2003 Milton Friedman sembra ripudiare la politica monetarista, affermando che "l'uso della quantità di moneta come obiettivo non è stato un successo" ... "non sono sicuro che oggi la incoraggerei con la stessa forza con cui l'ho fatto in passato."
Sebbene il monetarismo sia comunemente associato all'economia di stampo neoliberista, che in USA è soprattutto sostenuta dal Partito Repubblicano, non tutti gli economisti neoliberisti sono monetaristi, e non tutti i monetaristi sono neoliberisti. Si tratta, per così dire, di posizioni "ortogonali" tra loro.

### Definizione e origini
Il monetarismo designa un insieme di vedute sulle relazioni tra politica monetaria e reddito nazionale, ponendo l'attenzione sugli effetti macroeconomici del governo dell'offerta di moneta da parte delle banche centrali.
È dovuto principalmente al lavoro di Milton Friedman, che ritiene che "l'inflazione è sempre e comunque un fenomeno monetario" e pertanto è controllabile dalle Banche Centrali, le quali devono mantenere l'offerta di moneta al suo valore di equilibrio, determinato sulla base della crescita della produttività e dalla domanda. Il pensiero monetarista di Friedman si basa su due fondamenti quasi diametralmente opposti: le rigorose politiche monetarie che hanno dominato il pensiero sulla moneta nel tardo XIX secolo, e le teorie monetarie di John Maynard Keynes il quale lavorava nel periodo tra le due guerre durante il fallimento del riferimento aureo appena ripristinato, e che allora propose un modello della moneta governato dalla domanda (demand-driven o "economia della domanda") che è stato il fondamento della macroeconomia. Partito da idee in generale keynesiane, Friedman se ne è poi progressivamente allontanato, fino a pervenire a visioni molto lontane se non opposte.
I risultati del suo lavoro sono riassunti nell'analisi storica sulla politica monetaria: Monetary History of the United States 1867-1960, che attribuisce l'inflazione all'eccessiva immissione di denaro nel mercato da parte delle banche centrali.
Attribuisce inoltre la spirale deflazionistica alla causa contraria: un'insufficiente offerta di moneta (money supply) da parte della banca centrale durante le crisi di liquidità.
Friedman ha proposto all'inizio una regola monetaria fissa, chiamata k-percent rule di Friedman, secondo la quale l'offerta di moneta doveva essere calcolata sulla base di fattori finanziari e macroeconomici conosciuti, avendo come obiettivo uno specifico livello di inflazione. In questo modo la Banca centrale non avrebbe avuto nessuna libertà d'azione, e gli imprenditori e attori del mercato finanziario avrebbero potuto conoscere in anticipo tutte le decisioni di politica monetaria.

### L'ascesa del monetarismo
L'ascesa del monetarismo tra le teorie economiche più importanti è data principalmente dalla formulazione della teoria quantitativa della moneta riformulata da Milton Friedman nel 1956, l'originale risalendo al filosofo empirista settecentesco David Hume.
Friedman riteneva che la domanda di moneta dipendesse in modo predicibile da diversi importanti parametri economici. Pertanto, in caso di un eccesso di offerta, nessuno sarebbe stato disposto a tenere l'eccesso di moneta inutilizzato, e quindi, per mantenere costante il proprio bilancio di liquidità necessario in funzione del momento, l'avrebbe impiegato facendo così aumentare la domanda aggregata. Allo stesso modo, in caso di offerta calante, per mantenere costante il loro bilancio di liquidità, gli attori avrebbero ridotto i consumi. Pertanto Friedman contestava la formulazione di Keynes secondo la quale "la moneta non è importante". Al contrario, riteneva che l'ammontare di moneta disponibile influenzasse i consumi. Da questo fu coniata la parola monetarista.
L'influenza del monetarismo nella cerchia politica si accelerò quando le teorie economiche keynesiane sembrarono incapaci di spiegare (o sanare) il nuovo fenomeno della stagflazione, cioè gli apparentemente contraddittori fenomeni della crescita contemporanea della disoccupazione e della inflazione come risposta al collasso del sistema di accordi di Bretton Woods, nel 1971, e nella crisi petrolifera del 1973.  
D'altro canto, la crescita della disoccupazione sembrava riferirsi alla reflazione keynesiana, mentre la crescita dell'inflazione sembrava riferirsi alla deflazione keynesiana. Il risultato fu, negli USA, una notevole disillusione verso la "economia della domanda" keynesiana: un Presidente Democratico, Jimmy Carter, nominò un monetarista, Paul Volcker, a Presidente della FED, il quale fece della lotta all'inflazione il suo principale obiettivo, restringendo l'offerta di moneta. Il risultato fu una delle più gravi recessioni del dopoguerra, ma in compenso si raggiunse la desiderata stabilità dei prezzi.
I monetaristi non solo cercarono di spiegare i problemi contemporanei, ma anche di interpretare quelli del passato. Milton Friedman e Anna Schwartz, nel loro libro sulla storia monetaria degli Stati Uniti (1867-1960) ritenevano che la Grande depressione del 1930 fosse stata causata da una massiccia contrazione dell'offerta di moneta e non dalla mancanza di investimenti, come invece Keynes riteneva. Inoltre, ritenevano che l'inflazione del dopoguerra era stata causata da una eccessiva espansione dell'offerta di moneta. Lì fu coniato il famoso motto monetarista l'inflazione è sempre e ovunque un fenomeno monetario. All'inizio a molti economisti, influenzati dalle idee keynesiane, la querelle tra monetaristi e keynesiani apparve riguardare meramente la questione se il migliore strumento per gestire la domanda fosse la politica monetaria o quella di bilancio (fiscal policy).
A partire dalla metà degli anni '70, tuttavia, il dibattito si spostò su questioni più profonde e i monetaristi finirono per rappresentare una sfida più importante per l'ortodossia keynesiana.
Molti monetaristi vogliono recuperare i punti di vista pre-keynesiani sulla circostanza che le economie di mercato sono eminentemente stabili, purché non vi siano importanti e imprevedibili fluttuazioni nell'offerta di moneta. A causa della loro credenza nella stabilità delle economie di libero mercato, essi sostengono che una gestione attiva della domanda (ad esempio, aumentando la spesa pubblica) non è necessaria ed anzi probabilmente dannosa. La base per questa tesi poggia sull'equilibrio tra la spesa "stimolo" fiscale e i futuri tassi di interesse. Il modello di Friedman in effetti ritiene che le spese pubbliche correnti creino tanto quanto prendano dall'economia a causa dei tassi di interesse crescenti, e a causa del fatto che creano consumo attuale. Non c'è dunque un effetto reale sulla domanda totale, ma semplicemente l'effetto di spostare la domanda dagli investimenti ai consumi.

### Il monetarismo in atto
Le sfide cruciali alle teorie economiche sono gli eventi catastrofici che rimodellano l'attività economica. Le teorie economiche che aspirano ad esercitare un ruolo politico devono dunque fornire spiegazioni delle grandi ondate di deflazione del tardo '900 con le relative crisi di panico, la Grande depressione che è iniziata negli ultimi anni venti ed ebbe un picco nel 1933, e il periodo di stagflazione iniziato con i problemi dei tassi di cambio del 1972.
I monetaristi ritengono che non c'è stato nessun boom di investimenti inflazionari nel 1920 in contrasto sia con i keynesiani, sia con gli economisti della scuola austriaca, che ritengono che c'era sia un livello di inflazione sia un tasso di crescita del PIL non sostenibile negli anni '20.
I monetaristi si focalizzano invece sulla contrazione dell'offerta di moneta nel periodo 1931-1933, e ritengono che la FED avrebbe potuto evitare la Grande Depressione iniettando sufficiente liquidità.
L'obiezione a questa tesi è che i dati microeconomici mostrano una cattiva distribuzione della liquidità negli anni '20, provocata da un credito troppo facile. Questo punto di vista è quello sostenuto dai seguaci di Ludwig von Mises, che ritengono che a quei tempi l'espansione non fosse sostenibile. Le idee di Von Mises erano citate nel primo messaggio presidenziale di Franklin D. Roosevelt.
Dalla conclusione che una errata politica della banca centrale è la radice delle ampie fluttuazioni dell'inflazione e dell'instabilità dei prezzi, i monetaristi deducono che il motivo principale di un'eccessiva facilitazione del credito da parte della banca centrale è quello di finanziare il deficit del bilancio pubblico. La riduzione della spesa pubblica è dunque lo strumento principale se non unico per contenere una eccessiva crescita monetaria.
Il fallimento negli anni '70 delle politiche di bilancio "dal lato della domanda", nel ridurre l'inflazione e nel produrre crescita, spianò la strada per un nuovo cambiamento nella politica economica che mise al centro delle responsabilità delle banche centrali la lotta all'inflazione. Secondo le tipiche teorie economiche, questo avrebbe dovuto essere accompagnato da trattamenti shock di austerità, così come generalmente raccomandato dal Fondo Monetario Internazionale. Il governo della Gran Bretagna verso la fine degli anni '70 e i primi anni '80, con l'ascesa politica di Margaret Thatcher, ha in effetti abbattuto le spese pubbliche, mentre negli Stati Uniti durante il primo mandato di Ronald Reagan queste sono aumentate del 4,22% all'anno (causate dall'aumento di spesa militare), molto di più del 2,55% all'anno del periodo di Carter.
Nel breve termine seguente, la disoccupazione in entrambi i paesi rimase ostinatamente alta mentre le banche centrali alzavano i tassi di interesse per restringere il credito.
Le politiche di entrambe le banche centrali in compenso abbassarono drasticamente il tasso di inflazione: negli Stati Uniti ad esempio cadde dal 14% nel 1950 a circa il 3% nel 1983. Questo permise la ri-liberalizzazione del credito e la riduzione dei tassi di interesse, cosa che spianò la strada al successivo boom dell'inflazione degli anni ottanta.
C'è chi afferma che l'uso del credito per la crescita economica è di per sé un approccio antimonetarista, dato che l'aumento dell'offerta di moneta da solo costituisce sempre un fattore di inflazione.
Il monetarismo fu nuovamente adottato dalle politiche delle banche centrali dei paesi occidentali verso la fine degli anni '80, con una contrazione nelle spese pubbliche e nell'offerta di moneta, conclusosi col "boom" di Stati Uniti e Gran Bretagna.
Con il "Lunedì nero del 1987" , inizia la messa in discussione delle prevalenti politiche monetariste. I monetaristi sostennero che la caduta della borsa del 1987 è stata una semplice correzione tra le politiche monetarie in conflitto degli Stati Uniti e dell'Europa. Le critiche a questo punto di vista  si fecero pesanti quando il Giappone scivolò in una spirale di deflazione, e il collasso del sistema bancario statunitense, basato sui risparmi e i prestiti, fece emergere cambiamenti strutturali nell'economia.
Nei tardi anni '80 a Paul Volcker successe Alan Greenspan, un monetarista di spicco. La sua gestione della politica monetaria nella crescita della recessione nel 1991 fu criticata dai conservatori per essere stata troppo restrittiva, e per essere costata la rielezione di George H. W. Bush.
Il nuovo presidente democratico Bill Clinton nominò nuovamente Greenspan, e lo tenne come un importante membro del suo team di consiglieri economici. 
Greenspan, anche se fondamentalmente di orientamento monetarista, riteneva che una applicazione dottrinaria della teoria non mettesse in grado le banche centrali di fare fronte alle nuove situazioni.
Il test cruciale di questa risposta flessibile da parte della FED fu la Crisi finanziaria asiatica del 1997-98, alla quale la FED fece fronte inondando il mondo di dollari, e organizzando il salvataggio del "Long Term Capital Management", un hedge fund fondato da 2 vincitori di Premio Nobel (R. Merton e M. Scholes), il cui fallimento avrebbe procurato un effetto domino molto pericoloso. Ci fu chi dedusse che la politica monetaria del 1997-98 fosse vincolata - esattamente come gli anni '70 hanno rappresentato un vincolo alla politica di bilancio - e che mentre l'inflazione si insinuava negli Stati Uniti, richiedendo che la FED restringesse il credito, la stessa FED doveva immettere liquidità come risposta alla fuga di capitali in Asia.
Lo stesso Greenspan rimarcò questa circostanza quando affermò che la borsa americana dava segni di "esuberanza irrazionale" ("irrational exuberance").
Nel 2000 Greenspan eseguì una rapida successione di manovre restrittive per riparare agli interventi del 1997-98. Successivamente eseguì una successione di manovre di alleggerimento del credito aspettandosi una recessione nel 2000-2001. Il risultato fu una recessione che fu oggetto di discussioni e polemiche relative alla circostanza se la politica monetaria fosse sufficiente a gestire i rovesci economici.
La FED segue oggi una forma modificata e moderata di monetarismo, che prevede la possibilità di margini più ampi di intervento in risposta a dinamiche instabili temporanee del mercato. Questa forma modificata non ha ricevuto fino ad oggi un nome condiviso.
In Europa la BCE segue un monetarismo più ortodosso.. Secondo i dettami del Trattato di Maastricht si applicano alcuni parametri per controllare l'inflazione (fissata all'1,5%, successivamente al 2) e sugli obiettivi di spesa, relativamente alla difesa dell'euro. Questa tendenza nasce come risposta alle facilitazioni di credito degli anni '80 e '90 in sostegno alla riunificazione della Germania, che sono state accusate di essere la causa della debolezza delle monete europee nei tardi anni '90.

### Stato attuale della teoria monetarista
Dal 1990 la forma classica del monetarismo è stata messa in dubbio a causa di eventi che molti economisti hanno interpretato come inspiegabili in termini monetaristici - lo scardinamento della crescita dell'offerta di moneta dall'inflazione negli anni '90 a l'incapacità della pura politica monetaria nello stimolare l'economia nel periodo 2001-2003. Alan Greenspan, l'ex presidente della FED  ne deduce che lo sganciamento degli anni '90 si spiega con un "circolo virtuoso" di produttività ed investimenti da un lato, ed un certo grado di "esuberanza irrazionale" nel settore degli investimenti. L'economista liberale Robert Solow del MIT suggerisce che la mancata ripresa dell'economia del 2001-2003 dovrebbe essere attribuita non al fallimento della politica monetaria, ma alla caduta della crescita della produttività e degli investimenti in settori cruciali dell'economia, in particolare della vendita al dettaglio. Ha rilevato che cinque settori sono responsabili di tutta la crescita di produttività dei '90, e che la vendita al minuto ha avuto la minore crescita, essendo  peraltro di gran lunga il settore più grande dell'economia. "Il 2% possono sembrare spiccioli, ma in quanto interessano il più grande settore dell'economia, sono una montagna di spiccioli".
Ci sono anche argomenti che collegano il monetarismo e la macroeconomia, e che trattano il monetarismo come un caso particolare di teoria keynesiana. Il caso probante principale per queste teorie dovrebbe essere la possibilità di una trappola di liquidità come successo in Giappone. Ben Bernanke, professore a Princeton e presidente della FED dopo Greenspan, sostiene che il monetarismo potrebbe rispondere a una condizione di tasso zero di interesse con una espansione diretta dell'offerta di moneta. Con parole sue: "abbiamo le chiavi della macchina per stampare i soldi, e non ci spaventa l'idea di usarle". Un altro noto economista, Paul Krugman, ha sollevato l'obiezione che questo avrebbe un correlativo effetto svalutativo, come i notevolmente bassi tassi d'interesse del 2001-2004 produssero rispetto alle altre monete.
David Hackett Fischer, nel suo studio The Great Wave, mette in dubbio la base implicita del monetarismo esaminando lunghi periodi di inflazione secolare che sono durati decine di anni. Ha così prodotto dei dati che suggeriscono che prima di un'ondata di inflazione monetaria, c'è stata un'inflazione di prodotti, dalla quale i governi si sono fatti guidare, più che gestirla. È ancora materia di controversie se questa argomentazione sia in grado o meno di minare dalle fondamenta l'impostazione monetarista.
I monetaristi della scuola di Milton Friedman credevano tra i '70 e gli '80 che la crescita dell'offerta di moneta dovesse essere basata su una certa formula riguardante la crescita economica. In questo senso, li si deve considerare come difensori di una politica monetaria basata su un obiettivo in termini di "quantità di moneta". Questo in contrasto con la politica monetaria difesa dalla "economia dell'offerta" (supply side economics) e dalla Scuola austriaca, che si basa sull'obiettivo di un "valore della moneta".
Nel 2003 Milton Friedman ha ritrattato molte delle politiche degli '80 basate su obiettivi quantitativi. Nel fare questo egli ha fondamentalmente ammesso che non è facile predire la domanda di moneta, una delle obiezioni delle prime ore al monetarismo.
Queste dispute, così come il ruolo della politica monetaria nella liberalizzazione degli scambi, degli investimenti internazionali, e nella politica delle banche centrali, rimangono al centro degli studi e delle discussioni, prova che la teoria monetarista resta un'area fondamentale di studio della economia di mercato, anche se non è più una base realistica per la messa in atto di politiche di crescita efficaci.